# Doechii
Джейла Джаймія Гікмон (нар. 14 серпня 1998 , Тампа, Флорида, США ), професійно відома як Doechii ([ˈdoʊtʃi]) — американська реперка, співачка і авторка пісень. Вона вперше привернула до себе увагу в TikTok, завдяки чому у 2022 році підписала контракт з Top Dawg Entertainment і Capitol Records. Її сингл 2023 року «What It Is (Block Boy)», у записі якого взяв участь Kodak Black, став її першою піснею, що потрапила у Billboard Hot 100 і отримала платинову сертифікацію від Асоціації звукозаписної індустрії Америки (RIAA).
Третій мікстейп Doechii, Alligator Bites Never Heal (2024) був позитивно зустрінутий критиками. З цим мікстейпом вона перемогла у номінації «Найкращий реп-альбом» на 67-й щорічній церемонії вручення премії «Греммі», що зробило її третьою жінкою в історії, яка перемогла в цій категорії.
Doechii дебютувала в повнометражному кіно в драмі 2023 року Earth Mama. Серед її нагород — премія «Греммі» у трьох номінаціях, а також нагороди «Висхідна зірка» 2023 року та «Жінка року 2025» від Billboard Women in Music. Вона також була номінована на дві нагороди MTV Video Music Awards, BET Award і дві нагороди Soul Train Music Awards.

## Раннє життя
Джейла Джаймія Гікмон народилася 14 серпня 1998 року в Тампі, штат Флорида, де й виросла. Її батько і дядько були реперами, і її батько професійно записував треки. У неї є молодші сестри-близнючки. Вона описала своє виховання як християнське. Doechii відвідувала середню школу Говарда В. Блейка і виросла, займаючись балетом, чечіткою, акторською майстерністю, черлідингом, гімнастикою та грою у футбол. Вона планувала стати професійною хоровою співачкою, доки друг не заохотив її продюсувати та випускати свою музику в Інтернеті як незалежна артистка.

## Кар'єра
Doechii почала писати вірші та реп-пісні в середній школі, а до 2014 року почала займатися музикою. Doechii випустила свою дебютну пісню «Girls» на SoundCloud у 2016 році під іменем Iamdoechii.

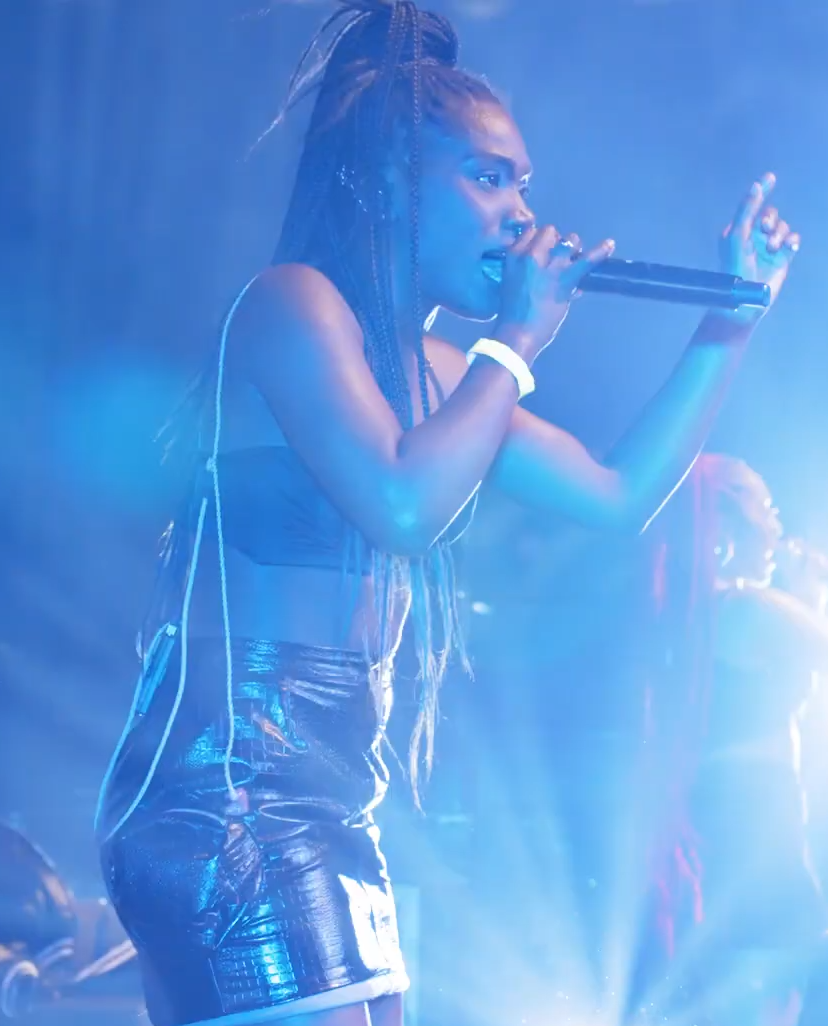
Doechii виступає на The Filmore у липні 2022 року

Один із перших проектів Doechii, Coven Music Session, Vol. 1 вийшов у 2019 році, а її дебютний міні-альбом Oh the Places You'll Go був профінансований і випущений у 2020 році. Rolling Stone описав його як поєднання поп-музики, танцю та хіп-хопу. «Yucky Blucky Fruitcake», сингл з міні-альбому, випущеного у вересні 2020 року, був натхненний її прочитанням Шляху митця і став вірусним у TikTok у 2021 році, привернувши увагу звукозаписних компаній. Також у 2021 році вона випустила свій другий EP, Bra-Less; вона була запрошеною артисткою в пісні Ісаї Рашада «Wat U Sed» з його альбому The House Is Burning, яку вона виконала з Рашадом на BET Hip Hop Awards 2021. Дівчина також виступала на розіграші під час туру SZA у 2021 році.
У березні 2022 року Doechii підписала контракт з Capitol Records і Top Dawg Entertainment, що зробило її першою жінкою-реперкою на цьому лейблі. Того ж місяця вийшла її пісня «Persuasive», її перший сингл, випущений на Top Dawg. Вона також з’явилася як запрошена виконавиця в пісні Девіда Гетти та Афроджека «Trampoline» разом із Міссі Елліотт і Біа. У квітні 2022 року вона випустила пісню «Crazy» з музичним кліпом. 5 серпня 2022 року вийшов її другий міні-альбом і перший великий реліз на крупному лейблі, She / Her / Black Bitch. У липні 2022 року її виступ з піснею «Persuasive» було номіновано на «Проривне виконання року» на MTV Video Music Awards 2022.
У квітні 2023 року Doechii виступила на Coachella. Також у 2023 році відбувся її акторський дебют у Earth Mama, драматичному фільмі режисера Савани Ліф. У серпні 2024 року вона випустила свій третій мікстейп Alligator Bites Never Heal, який отримав схвальні відгуки критиків. Pitchfork назвав його «її найбільш амбітним і музично різноманітним релізом», наповненим «грайливими і мелодійними сторонами, не економлячи на жорсткому хіп-хопі». Цей мікстейп отримав премію «Греммі» за найкращий реп-альбом на 67-й щорічній церемонії «Греммі», що зробило її третьою жінкою, яка виграла в цій категорії. Невдовзі після завершення трансляції заходу вона випустила пісню «Nosebleeds» на честь своєї перемоги.
Doechii з'явилася як запрошена суддя в епізоді RuPaul's Drag Race 17-го сезону у січні 2025 року, з її піснею «Alter Ego», представленою в конкурсі lip-sync. Оприлюднення пісні в епізоді призвело до значного зростання прослуховувань пісні на стримингових платформах. У лютому 2025 року Doechii з’явилася в пісні Дженні «ExtraL». Вона отримала номінації «Найкращий новий виконавець» і «Найкраще реп-виконання» та виграла «Найкращий реп-альбом» на премії «Греммі» 2025 року. Вона також отримала кілька номінацій на премію NAACP Image Awards 2025, зокрема в номінаціях «Найкращий новий виконавець», «Найкращий виконавець», «Найкращий музичний відео/візуальний альбом» і «Найкращий альбом». У 2025 році Doechii стала другою жінкою-реперкою, яка отримала нагороду Billboard Woman of the Year, після Cardi B в 2020 році. У березні того ж року вона офіційно випустила сингл «Anxiety», в якому є семпл синглу Gotye та Kimbra 2011 року «Somebody That I Used to Know» і який спочатку був частиною її самостійного мікстейпу 2019 року, Coven Music Session, Vol. 1. Вперше семпл був використаний Sleepy Hallow для його однойменної пісні 2023 року до того, як оригінальна версія Doechii стала популярною в TikTok.

## Музичний стиль

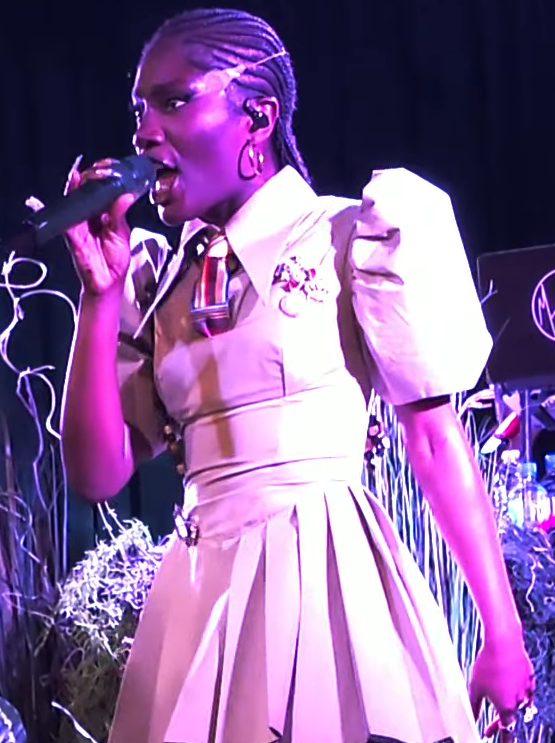
Doechii виступає в грудні 2024 року

Манкапрр Конте з Rolling Stone описав реп Doechii «жвавим», а розповіді в її піснях — «дивакуватими». Її музику критики порівнювали з Нікі Мінаж, Доджею Кет і Міссі Елліотт. Сама дівчина описала свою музику як альтернативний хіп-хоп і назвала Нікі Мінаж, Лорін Гілл, Каньє Веста, Tyler, The Creator, Кендріка Ламара та SZA артистами, що вплинули на неї найбільше. Вона також висловила захоплення такими виконавцями, як Trick Daddy, Грейс Джонс, Paramore, Мадонна, KRS-One і MF Doom.

## Особисте життя
Зараз Doechii проживає в Лос-Анджелесі, а до пандемії COVID-19 жила в Нью-Йорку, під час якого вона публікувала на YouTube відеоблоги про своє повсякденне життя. Вона є бісексуалкою. В інтерв'ю Джо Баддену 2024 року вона розповіла, що нарешті відмовилася від алкоголю після багатьох років зловживання.